# Sobór Świętych Twerskich
Sobór Świętych Twerskich – grupa świętych czczonych w Rosyjskim Kościele Prawosławnym, związanych poprzez swoją działalność z miastem Twer lub historyczną ziemią twerską. Wspomnienie Soboru Świętych Twerskich obchodzone jest w trzecią niedzielę po Pięćdziesiątnicy.
W skład Soboru wchodzą święci przedstawieni w poniższej tabeli. Są oni również ukazywani wspólnie na ikonie Soboru. Przedstawia ona świętych zgrupowanych według miejscowości, w których działali, na tle uproszczonego widoku ziemi twerskiej z zaznaczoną rzeką Twercą i widocznymi obrazami najważniejszych cerkwi i monasterów regionu. W górnej części ikony widoczny jest Jezus Chrystus, otoczony przez szczególnie czczonych świętych prawosławnych.